# Musisches Gymnasium
Die Musischen Gymnasien bilden einen Gymnasialzweig, der besonderen Wert auf die Förderung der schönen Künste, wie die Fächer Musik, Kunst und Kunsthandwerk, Tanz, Schauspiel, Literatur, Rhetorik und Dramaturgie legt.

## Merkmale
Im Gegensatz zum Musikgymnasium beschränkt sich der Schwerpunkt nicht nur auf die Musik, sondern schließt auch die Fächer Deutsch und Kunst mit ein. Ziel ist nicht in erster Linie die Vorbereitung auf ein Musikstudium, sondern die allgemeine Hochschulreife.

## Deutschland

### Baden-Württemberg

#### Beispiele
- Gymnasium Trossingen in Trossingen
- Humboldt-Gymnasium in Ulm

### Bayern
Das Musische Gymnasium in Bayern stellt eine Besonderheit dar, die es so in anderen deutschen Bundesländern nicht gibt. Die Ausbildungsrichtung führt zur allgemeinen Hochschulreife. Ein Absolvent muss also nicht notwendigerweise ein Musik- oder Kunststudium anstreben. Im Musischen Gymnasium werden musische Neigungen besonders gefördert, wie sie nicht nur bei musikalisch überdurchschnittlich Talentierten, sondern auch bei normal Begabten vorhanden sind. Insgesamt gibt es 56 Gymnasien in Bayern mit einem musischen Zweig, neun davon bieten ausschließlich einen musischen Zweig an.
Von der 5. bis zur 11. Klasse wird das Fach Musik 3-stündig unterrichtet, davon finden zwei Stunden im Klassenverband und eine Stunde als Instrumental-Gruppenunterricht statt. Die Gesamtnote Musik wird zu gleichen Teilen aus den beiden Bereichen „Klassenunterricht“ (einschließlich Gesang) und „Instrument“ gebildet. Musik ist von der 5. bis 11. Jahrgangsstufe sowohl Vorrückungsfach als auch Kernfach.
Je nach Lehrerkapazitäten der jeweiligen Schule werden Klavier (oder Orgel), die klassischen orchesterwirksamen Instrumente und Gitarre angeboten. Ab Klasse acht (auf Antrag bereits ab Klasse fünf) können auch Cembalo, Blockflöte (Sopran- und Altflöte), Tenorhorn, Bariton, Euphonium, Tuba, Laute, Mandoline, Harfe, Perkussion (mit Mallet-Instrumenten), Akkordeon (MIII), Hackbrett, Zither zugelassen werden.
Das Fach Kunst wird von der 5. bis zur 7. Klasse obligatorisch 2-stündig, ab der 8. Klasse einstündig gelehrt, kann aber durch Profilstunden zur Zweistündigkeit aufgestockt werden. Kunst ist Vorrückungsfach, jedoch kein Kernfach.
Als die beiden Fremdsprachen werden Latein und Englisch gelehrt. Seit 2005 ist es wahlweise möglich, mit Englisch oder Latein zu beginnen. Die zweite Fremdsprache folgt jeweils in der 6. Klasse. 

#### Beispiele
- Max-Reger-Gymnasium in Amberg
- E.T.A. Hoffmann-Gymnasium in Bamberg
- Markgräfin-Wilhelmine-Gymnasium in Bayreuth
- Gymnasium Albertinum in Coburg
- Gabrieli-Gymnasium in Eichstätt
- Christian-Ernst-Gymnasium in Erlangen
- Camerloher-Gymnasium in Freising
- Gnadenthal-Gymnasium in Ingolstadt
- Pestalozzi-Gymnasium in München
- Labenwolf-Gymnasium in Nürnberg
- Gymnasium der Regensburger Domspatzen in Regensburg
- Wolfram-von-Eschenbach-Gymnasium in Schwabach
- Johann-Sebastian-Bach-Gymnasium in Windsbach
- Matthias-Grünewald-Gymnasium in Würzburg

### Bremen

#### Beispiel
- Kippenberg-Gymnasium in Bremen-Schwachhausen

### Rheinland-Pfalz

#### Beispiele
- Landesmusikgymnasium Rheinland-Pfalz (Peter-Altmeier-Gymnasium) in Montabaur
- Carl-Bosch-Gymnasium in Ludwigshafen am Rhein

## Österreich

### Beispiele
- Musisches Gymnasium des Adalbert-Stifter-Gymnasiums in Linz
- Bundesrealgymnasium Klagenfurt-Viktring
- Musisches Gymnasium in Salzburg
- Höhere Internatsschule des Bundes Wien in Wien

## Schweiz

### Beispiel
- Gymnasium Leonhard in Basel

## Italien

### Beispiele
- Liceo Musicale e Coreutico in Florenz
- Liceo Musicale e Coreutico in Mailand
- Liceo Musicale e Coreutico in Rom
- Liceo Musicale e Coreutico in Turin

## Litauen

### Beispiele
- Nationale Mikalojus-Konstantinas-Čiurlionis-Kunstschule
- Eduardas-Balsys-Kunstgymnasium Klaipėda
- Saulius-Sondeckis-Gymnasium der Künste Šiauliai
- Vytautas-Mikalauskas-Kunstgymnasium Panevėžys
- St.-Cäcilia-Gymnasium Marijampolė